# Divizia Națională 2015/16
Die Divizia Națională 2015/16 war die 25. Saison der höchsten moldauischen Spielklasse im Männerfußball. Sie begann am 25. Juli 2015 und endete am 20. Mai 2016. Titelverteidiger war der FC Milsami.
Meister wurde Sheriff Tiraspol.

## Modus
Da drei Mannschaften aus der Vorsaison nicht mehr teilnahmen und es nur zwei Aufsteiger gab, startete die Saison nur mit 10 Teams. Diese traten an insgesamt 27 Spieltagen jeweils drei Mal gegeneinander an. Absteiger gab es nicht, die Liga spielte in der Folgesaison mit 11 Teams.

## Mannschaften
| Verein                | Stadt        | Stadion                       | Kapazität |
| --------------------- | ------------ | ----------------------------- | --------- |
| Academia Chișinău     | Chișinău     | CST UTM                       | 02.888    |
| FC Dacia Chișinău     | Chișinău     | Stadionul Zimbru              | 10.600    |
| Dinamo-Auto Tiraspol  | Tiraspol     | Stadionul Dinamo-Auto         | 01.300    |
| FC Milsami            | Orhei        | CSR Orhei                     | 02.539    |
| Petrocub Hîncești     | Hîncești     | Stadionul Orăşenesc Hîncești  | 02.672    |
| Saxan Ceadîr-Lunga    | Ceadîr-Lunga | Stadionul Ceadîr-Lunga        | 02.000    |
| Sheriff Tiraspol      | Tiraspol     | Sheriff-Stadion               | 13.460    |
| FC Speranța Nisporeni | Nisporeni    | Stadionul Orăşenesc Nisporeni | 08.000    |
| FC Zaria Bălți        | Bălți        | Stadionul Olimpia Bălți       | 05.953    |
| Zimbru Chișinău       | Chișinău     | Stadionul Zimbru              | 10.600    |

## Abschlusstabelle
| Pl. | Verein                    | Sp. | S  | U | N  | Tore    | Diff. | Punkte |
| --- | ------------------------- | --- | -- | - | -- | ------- | ----- | ------ |
| 1.  | Sheriff Tiraspol          | 27  | 20 | 5 | 2  | 050:110 | +39   | 65     |
| 2.  | FC Dacia Chișinău (P)     | 27  | 20 | 5 | 2  | 044:120 | +32   | 65     |
| 3.  | Zimbru Chișinău           | 27  | 15 | 4 | 8  | 042:260 | +16   | 49     |
| 4.  | FC Zaria Bălți            | 27  | 12 | 6 | 9  | 036:290 | +7    | 42     |
| 5.  | Dinamo-Auto Tiraspol      | 27  | 12 | 5 | 10 | 033:340 | −1    | 41     |
| 6.  | FC Milsami (M)            | 27  | 10 | 6 | 11 | 033:230 | +10   | 36     |
| 7.  | FC Speranța Nisporeni (N) | 27  | 8  | 7 | 12 | 024:360 | −12   | 31     |
| 8.  | Petrocub Hîncești (N)     | 27  | 6  | 3 | 18 | 021:530 | −32   | 21     |
| 9.  | Academia Chișinău         | 27  | 5  | 6 | 16 | 018:420 | −24   | 21     |
| 10. | Saxan Ceadîr-Lunga        | 27  | 1  | 5 | 21 | 010:450 | −35   | 08     |

Platzierungskriterien: 1. Punkte – 2. Direkter Vergleich (Punkte, Tordifferenz, geschossene Tore) – 3. Tordifferenz – 4. geschossene Tore

| (M) | amtierender moldauischer Meister     |
| (P) | amtierender moldauischer Pokalsieger |
| (N) | Neuaufsteiger                        |

## Kreuztabelle
| Spieltage 1–18        | SHF | DAC | ZIM | ZAR | DAT | MIL | SPE | PET | ACA | SAX |
| --------------------- | --- | --- | --- | --- | --- | --- | --- | --- | --- | --- |
| Sheriff Tiraspol      |     | 0:0 | 4:1 | 1:0 | 1:1 | 3:0 | 2:1 | 4:0 | 3:1 | 2:0 |
| FC Dacia Chișinău     | 1:0 |     | 0:0 | 1:1 | 4:0 | 1:0 | 1:1 | 2:0 | 1:0 | 2:1 |
| Zimbru Chișinău       | 1:2 | 3:0 |     | 3:0 | 1:2 | 2:1 | 0:1 | 3:0 | 0:0 | 4:0 |
| FC Zaria Bălți        | 1:1 | 0:2 | 0:1 |     | 3:1 | 0:0 | 0:0 | 5:1 | 0:1 | 2:1 |
| Dinamo-Auto Tiraspol  | 0:0 | 0:2 | 0:4 | 0:0 |     | 1:2 | 3:1 | 2:0 | 1:0 | 0:0 |
| FC Milsami            | 0:1 | 0:1 | 0:2 | 3:0 | 0:0 |     | 5:0 | 2:2 | 0:0 | 4:1 |
| FC Speranța Nisporeni | 1:0 | 0:1 | 0:0 | 0:2 | 3:2 | 1:0 |     | 1:1 | 2:0 | 0:0 |
| Petrocub Hîncești     | 0:3 | 1:2 | 1:2 | 0:2 | 2:1 | 1:0 | 0:4 |     | 0:0 | 1:0 |
| Academia Chișinău     | 0:3 | 0:2 | 1:5 | 0:2 | 1:3 | 0:2 | 2:3 | 1:0 |     | 1:1 |
| Saxan Ceadîr-Lunga    | 1:2 | 1:3 | 1:2 | 1:3 | 0:1 | 0:0 | 0:0 | 0:1 | 0:3 |     |

| Spieltage 19–27       | SHF | DAC | ZIM | ZAR | DAT | MIL | SPE | PET | ACA | SAX |
| --------------------- | --- | --- | --- | --- | --- | --- | --- | --- | --- | --- |
| Sheriff Tiraspol      |     | –   | 2:0 | 3:0 | –   | 2:0 | –   | –   | 2:0 | 2:0 |
| FC Dacia Chișinău     | 1:1 |     | –   | –   | 4:1 | –   | 2:0 | 3:0 | –   | 2:0 |
| Zimbru Chișinău       | –   | 0:2 |     | –   | 2:1 | –   | 1:0 | 1:0 | –   | 1:0 |
| FC Zaria Bălți        | –   | 0:1 | 4:2 |     | 0:2 | –   | –   | 4:2 | –   | 2:0 |
| Dinamo-Auto Tiraspol  | 0:1 | –   | –   | –   |     | 1:0 | 2:1 | –   | 3:1 | –   |
| FC Milsami            | –   | 2:0 | 4:1 | 1:1 | –   |     | –   | 2:1 | –   | –   |
| FC Speranța Nisporeni | 1:4 | –   | –   | 1:2 | –   | 0:4 |     | –   | 0:0 | –   |
| Petrocub Hîncești     | 0:1 | –   | –   | –   | 1:4 | –   | 0:2 |     | 4:2 | 2:0 |
| Academia Chișinău     | –   | 0:3 | 0:0 | 0:2 | –   | 1:0 | –   | –   |     | –   |
| Saxan Ceadîr-Lunga    | –   | –   | –   | –   | 0:1 | 0:1 | 2:0 | –   | 0:3 |     |

## Meisterschaftsspiel
Gemäß Artikel 10.5 der Verordnung der moldauische Fußballmeisterschaft, soll beim Punktegleichstand von zwei Mannschaften ein zusätzliches Spiel um die Ermittlung des Meisters ausgetragen werden. Das Spiel zwischen Sheriff Tiraspol und FC Dacia Chișinău wurde am 29. Mai 2016 in Chișinău (Stadionul Zimbru) ausgetragen.
| Datum  |                  | Ergebnis |                   |
| ------ | ---------------- | -------- | ----------------- |
| 29.05. | Sheriff Tiraspol | 1:0      | FC Dacia Chișinău |

## Torschützenliste
| Pl. | Name                 | Team                 | Tore |
| --- | -------------------- | -------------------- | ---- |
| 01. | Danijel Subotić      | Sheriff Tiraspol     | 12   |
| 02. | Andrei Bugneac       | Dinamo-Auto Tiraspol | 11   |
| 03. | Serhij Sahynajlow    | FC Dacia Chișinău    | 10   |
| 03. | Gheorge Boghiu       | FC Zaria Bălți       | 10   |
| 05. | Rui Miguel Rodrigues | Zimbru Chișinău      | 09   |